# Albion (Washington)
Albion es un pueblo ubicado en el condado de Whitman en el estado estadounidense de Washington. En el año 2000 tenía una población de 616 habitantes y una densidad poblacional de 642,3 personas por km².

## Geografía
Albion se encuentra ubicada en las coordenadas 46°47′33″N 117°15′2″O / 46.79250, -117.25056.

## Demografía
Según la Oficina del Censo en 2000 los ingresos medios por hogar en la localidad eran de $40.179, y los ingresos medios por familia eran $45.893. Los hombres tenían unos ingresos medios de $28.250 frente a los $23.828 para las mujeres. La renta per cápita para la localidad era de $19.567. Alrededor del 15,8% de la población estaban por debajo del umbral de pobreza.